# Hồ Dương Trừng
Hồ Dương Trừng (tiếng Trung: 阳澄湖; bính âm: Yang Cheng Hu) là một hồ nước ngọt cách thành phố Tô Châu 3 km về phía đông bắc, trong tỉnh Giang Tô, Cộng hòa Nhân dân Trung Hoa. Hồ này nổi tiếng với loại cua đặc sản là cà ra (Eriocheir sinensis).

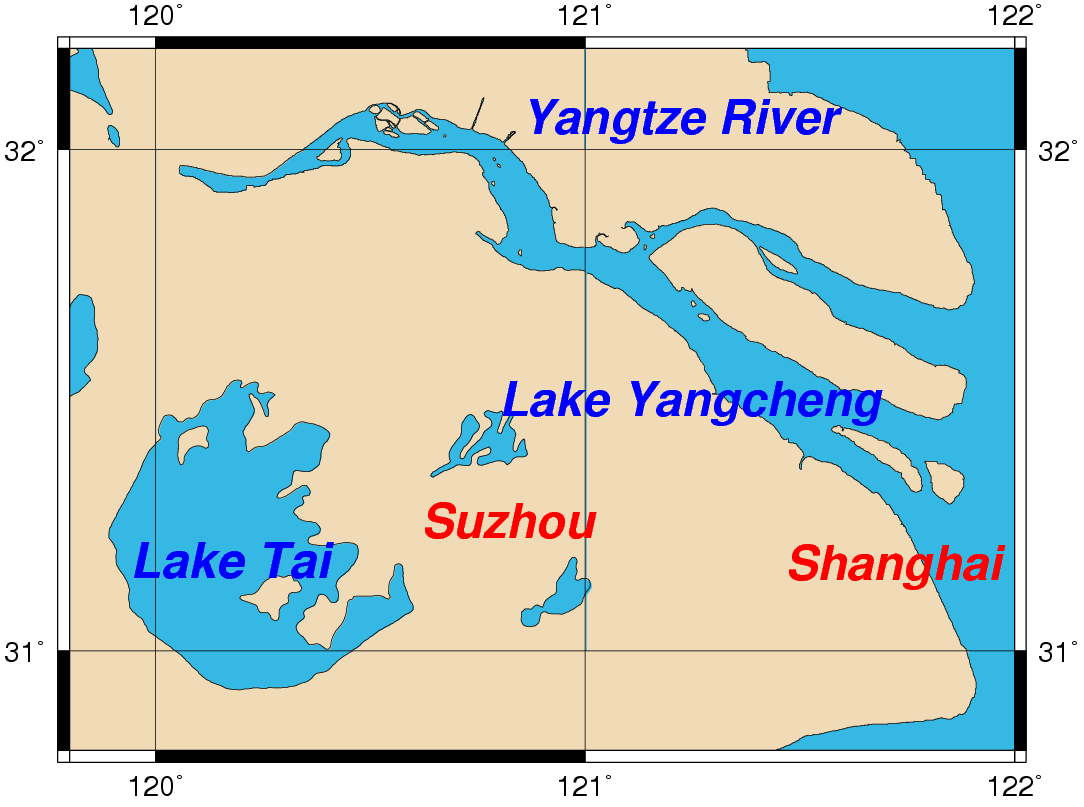
Vị trí của hồ Dương Trừng.

Hồ Dương Trừng nằm giữa Thái Hồ và sông Dương Tử. Nó nằm trong phạm vi ranh giới tiếp giáp của khu Tương Thành với các huyện cấp thị Thường Thục và Côn Sơn và có diện tích khoảng 20 km². 
Cà ra di chuyển từ hồ Dương Trừng đến đồng bằng châu thổ sông Dương Tử để giao phối và sinh sản trong tháng 9 và 10. Dân địa phương đánh bắt chúng vào thời điểm này. Năm 2002, tổng sản lượng đánh bắt loại cua này là 1.500 tấn.